# 戦海の剣
『戦海の剣』（せんかいのつるぎ）は、天沼俊による日本の漫画作品。『MANGAオールマン』（集英社）にて、2000年24号から2002年15号（休刊号）まで連載されていた。単行本は全5巻。
同誌の休刊により、続編を『戦海の剣－死闘』と改題して『ビジネスジャンプ』（同）に移籍し、2002年18号から2004年20号まで連載された。単行本は全6巻。

## あらすじ

### 「戦海の剣」
2009年7月25日、「腐敗しきった日本に猛省を促す」という目的で、織田志郎3等海佐を艦長とする、海上自衛隊第7潜水隊（架空の部隊）所属の最新鋭潜水艦『くろしお』（現行の潜水艦SS-596 くろしおとは別型）がクーデターを起こす。『くろしお』は中東に向かう日本船籍のタンカーを攻撃し、日本の生命線であるシーレーン（海上交通路）を制圧、日本国民全員を人質にした。
米内正光海上幕僚長と本山忠一海将は、この事態を収束させられる唯一の人物として伝説の自衛官、南郷海人元2等海尉を復帰させる。
南郷は『くろしお』の同型艦『しろしお』に乗り込むが、クーデターという事態を信じようとしない『しろしお』艦長白井2等海佐と、指揮をめぐって対立。リーダーを失った『しろしお』は海底に追いやられ、撃沈されかかるが、南郷の指揮により辛くも浮上する。
しかし再び指揮権を奪回した白井2等海佐の操艦ミスで座礁し、スクリューを破損。航行不能となる。『くろしお』もまた、南郷の機転と、副長である崎守1等海尉のミスにより艦体に深手を負う。その後、『くろしお』は行方知れずとなる。

### 「戦海の剣－死闘－」
1年後の2010年8月1日。再び織田と『くろしお』は現れ、第1護衛隊群のイージス艦『むさし』を魚雷とハープーンで撃沈。再び日本に対して宣戦布告を宣言し、シーレーンを封鎖する。シーレーン封鎖と言う輸入大国日本にとって首を絞められた状況の中、本山もまた南郷を再度呼び戻した。南郷は日本がシーレーン防衛を目的として密かに建造していた、海上自衛隊初の航空母艦『剣（つるぎ）』の初代艦長に任命され、織田との再度の死闘に臨む。
織田側は『くろしお』の同型艦『あらしお』を乗っ取ると、艦名を『くろしお』と改め、旧『くろしお』は僚艦『さきしお』とし、崎守を艦長としていた。『さきしお』には織田の右腕的存在であり、最強のソナーマン（響秀人3等海曹）が乗っていた。
前回の闘い同様、南郷は響三等海曹の「奇蹟の耳」に苦しめられながらも『さきしお』との闘いに勝利するが、織田は日本本土に巡航ミサイル「トマホーク」を次々に撃ち込む。
最終回は、多くの犠牲者を出しながらも、織田を打倒したことがダイジェストで語られる。

## 登場人物
南郷海人（なんごう かいと）
中学卒業後、自衛隊生徒で海上自衛隊に入隊し、検定で防衛大学校に進み、2等海尉にまで昇進するも、選挙の人気取り目的で新造艦に地元の『やまなか』と命名した防衛庁長官を殴り海自を退官。
経験、頭脳、度胸などリーダーの資質を兼ね備え、新造艦『剣（つるぎ）』の艦長に抜擢され2等海佐に昇進。
織田志郎（おだ しろう）
『くろしお』艦長。3等海佐。防衛大学校首席卒業。"武人"と呼ぶに相応しい性格で、部下からの信頼も厚い。南郷とは元同僚で、海上自衛隊幹部候補生学校生徒指導官時代は"青鬼"と恐れられた。
響秀人（ひびき ひでと）
『くろしお』ソナーマン。3等海曹。通称"ラビットマン"と呼ばれ、織田の右腕的存在。世界有数のピアニストの息子で、常人では考えられないような聴力を持っている。
土佐源太（とさ げんた）
元『しろしお』先任伍長。海曹長。南郷の名サポート役。職人気質に溢れ、"潜水艦乗り"に誇りを感じている。初任幹部時代の織田に潜水艦のイロハを教えた人物でもあり、織田を一線級の"潜水艦乗り"と認めている。
『剣（つるぎ）』就役時に異例の抜擢で1等海尉に昇進。『剣（つるぎ）』副長に就任する。
本山忠一（もとやま ちゅういち）
自衛艦隊司令官、海将。南郷を艦長に推薦した、新造艦開発計画の責任者。
部下に対し、重圧にならない程度に厳しく、時に気配りも忘れない、理想の上官像といえる人物。

## 登場艦艇
CV-88 剣（つるぎ）
日本がシーレーン防衛を目的として7年の歳月をかけて建造した戦後初の航空母艦。アイランド(艦橋構造物)はこんごう型護衛艦と瓜二つ。
初登場時は乗組員の訓練が終了していなかったため出撃しなかったが、1年後の「－死闘－」編で就役。「さきしお」「くろしお」と死闘を繰り広げる。
全長350m、満載排水量8万8,000トン。COGAG推進でVLS32セルとファランクスCIWS5基装備。
艦長は南郷2等海佐。副長は土佐1尉 。
くろしお
初代 SS-600
織田が乗艦する海上自衛隊最新鋭潜水艦。
ロシアのタイフーン型原子力潜水艦に装備されている魚雷防御室の改良版を両舷に装備しているが、魚雷防御室にリニアモーターカーの原理を応用した超伝導電磁推進装置が搭載することで水中をほぼ無音で航行することが可能であり、その性能から通常動力としては世界最強の潜水艦である。
全長140m、水中排水量9,500トン。
2代目 SS-601
就役したばかりのSS-601「あらしお」を乗っ取り「くろしお」と改名したもの。
初代と同様に超伝導電磁推進装置が搭載されている他、外観は初代と変わらないが、トマホーク巡航ミサイル発射用VLS24セルとをハープーン対艦ミサイル発射用VLS12セル搭載している。
初代・2代目共に艦長は織田3等海佐。初代の副長・ソナーマンは崎守1等海尉・ラビットマン。
SS-600 さきしお
2代目「くろしお」の僚艦。元々は初代「くろしお」であり、織田が「あらしお」を「くろしお」と改名したため「さきしお」に改名された。
艦長は崎守1等海尉。ソナーマンはラビットマンこと響3等海曹。
SS-599 しろしお
「くろしお」（初代）の同型艦。超伝導電磁推進装置が装備されていない他は「くろしお」と変わらない。
艦長は白井2等海佐。先任伍長は土佐海曹長 。

## 書誌情報
- 天沼俊『戦海の剣』集英社〈SCオールマン〉全5巻
  1. 2001年6月19日発売、ISBN 978-4-08-878337-6[1]
  2. 2001年10月19日発売、ISBN 978-4-08-878349-9[2]
  3. 2002年2月19日発売、ISBN 978-4-08-878362-8[3]
  4. 2002年6月19日発売、ISBN 978-4-08-878370-3[4]
  5. 2002年8月19日発売、ISBN 978-4-08-878378-9[5]

- 天沼俊『戦海の剣－死闘』集英社〈ヤングジャンプ・コミックス・BJ〉全6巻
  1. 2003年3月19日発売、ISBN 978-4-08-876419-1[6]
  2. 2003年8月19日発売、ISBN 978-4-08-876495-5[7]
  3. 2004年1月19日発売、ISBN 978-4-08-876560-0[8]
  4. 2004年6月18日発売、ISBN 978-4-08-876627-0[9]
  5. 2004年11月19日発売、ISBN 978-4-08-876711-6[10]
  6. 2004年12月17日発売、ISBN 978-4-08-876724-6[11]